# قائمة معارك 2001-الوقت الحالي

## ترتيب زمني

### بحلول الحقبة
- قائمة المعارك قبل 301
- قائمة المعارك 301-1300
- قائمة المعارك 1301–1600
- قائمة المعارك 1601-1800
- قائمة المعارك 1801-1900
- قائمة المعارك 1901-2000
- قائمة معارك 2001-الوقت الحالي

## القرن ال 21

### 2001
| معركة                                    | تاريخ                          | مقاتل 1                                                         | مقاتل 2                                                                                              | مقاتل 3                             | نتيجة |
| ---------------------------------------- | ------------------------------ | --------------------------------------------------------------- | --- | ----------------------------------- | --- |
| معركة تيتوفو                             | 16 مارس - 13 أغسطس 2001        | مقدونيا - الجيش المقدوني - الشرطة المقدونية                     | جيش التحرير الوطني                                                                                   | حلف شمال الأطلسي                    | - وقف إطلاق النار |
| عملية MH-1                               | 28 مارس - 31 مارس 2001         | مقدونيا                                                         | جيش التحرير الوطني                                                                                   | لا يوجد                             | - مجهول |
| هجوم كومانوفو                            | 2 ابريل - 26 يونيو 2001        | مقدونيا - الجيش المقدوني - الشرطة المقدونية                     | جيش التحرير الوطني - اللواء 114                                                                      | حلف شمال الأطلسي · الولايات المتحدة | - في البداية كان انتصارا للجيش المقدوني. - بدأت عملية MH-2 من قبل الجيش المقدوني. - بدأت عملية فاكسينس من قبل الجيش المقدوني علي فاكسينس. - قتل قائد كتيبة اللواء 114 من قوات جيش التحرير الوطني فاضل نعماني. - أعلن جيش التحرير الوطني أنه تمكن من وقف هجوم الجيش المقدوني ، ولا يزال تحت سيطرته على المنطقة الواقعة غرب كومانوفو ، ويخطط لشن هجوم على سكوبي.. |
| اشتباكات الحدود بين بنغلاديش والهند 2001 | 20-15 أبريل 2001               | بنغلاديش                                                        | الهند                                                                                                | لا يوجد                             | - وقف إطلاق النار؛ الوضع القائم قبل الحرب (لا توجد تغييرات الإقليمية). |
| كمين فيجسي                               | 28 أبريل                       | مقدونيا                                                         | جيش التحرير الوطني                                                                                   | لا يوجد                             | انتصار الجيش التحرير الوطني |
| عملية MH-2                               | 8 مايو- 25 مايو 2001           | مقدونيا - الجيش المقدوني - الشرطة المقدونية                     | جيش التحرير الوطني (مقدونيا الشمالية) - اللواء 114                                                   | حلف شمال الأطلسي · الولايات المتحدة | - نصر مقدوني حاسم. |
| عملية فاكسينس                            | 25 مايو                        | مقدونيا - الجيش المقدوني - الشرطة المقدونية                     | جيش التحرير الوطني - اللواء 114                                                                      | لا يوجد                             | نصر مقدوني حاسم |
| عملية الخان-كالا                         | 22 يونيو - 28 يونيو            | روسيا                                                           | الشيشان                                                                                              | لا يوجد                             | انتصار روسي |
| هجوم المسلحين على خانكالا (2001)         | 25 - 26 يونيو 2001             | الشيشان                                                         | روسيا                                                                                                | لا يوجد                             | هزيمة المقاتلين الشيشان |
| هجوم مطار باندارنيك                      | 24 يوليو 2001                  | سري لانكا سلاح الجو                                             | النمور السوداء                                                                                       | لا يوجد                             | نجاح الجبهة الانتحارية ,غارة كوماندوس (النمور السوداء) |
| كمين كارلباك                             | 7 أغسطس                        | مقدونيا                                                         | جيش التحرير الوطني                                                                                   |                                     | انتصار الجيش التحرير الوطني |
| معركة فيدينو                             | 26-13 أغسطس                    | روسيا                                                           | الشيشان                                                                                              |                                     | انتصار المتمردين الشيشان |
| عملية الحصاد الأساسي                     | 22 أغسطس                       | حلف شمال الاطلسي                                                | جيش التحرير الوطني                                                                                   |                                     | غير معروفة |
| هجوم المسلحين على غوديرميس (2001)        | 17 - 18 سبتمبر 2001            | الشيشان                                                         | روسيا                                                                                                |                                     | رحيل المتشددين من المدينة |
| أزمة كودوري 2001                         | 4 - 18 أكتوبر 2001             | أبخازيا القوات المسلحة الأبخازية                                | الشيشان العصابات الجورجية                                                                            |                                     | انتصار أبخازيا |
| قصف قندهار (2001)                        | 7 أكتوبر 2001                  | الولايات المتحدة المملكة المتحدة                                | طالبان تنظيم القاعدة                                                                                 |                                     | الضربات الجوية الأمريكية الناجحة في المدينة، وطالبان في تعزيز موقفها داخل المدينة. |
| عملية هلال الرياح                        | 7 أكتوبر 2001 -؟ ديسمبر        | الولايات المتحدة المملكة المتحدة                                | طالبان                                                                                               |                                     | النصر الأمريكي والبريطاني |
| عملية الكركدن                            | 20-19 أكتوبر                   | الولايات المتحدة                                                | طالبان                                                                                               |                                     | انتصار الولايات المتحدة |
| سقوط مزار الشريف                         | 9 نوفمبر                       | الولايات المتحدة التحالف الشمالي                                | طالبان تنظيم القاعدة حركة أوزباكستان الإسلامية حركة تطبيق الشريعة المحمدية الحزب الإسلامي التركستاني |                                     | انتصار التحالف الأمريكي والشمالي |
| تمرد وحدة العمليات الخاصة (صربيا)        | 9 - 17 نوفمبر 2001             | وحدة العمليات الخاصة (صربيا)                                    | حكومة صربيا وزارة الشؤون الداخلية (صربيا)                                                            |                                     | توقفت أعمال الشغب ، لكن المواجهة بين جينجيتش والمعارضة المعادية للغرب قد اشتدت |
| حصار قندوز                               | 23-11 نوفمبر                   | الولايات المتحدة التحالف الشمالي                                | طالبان تنظيم القاعدة حركة أوزباكستان الإسلامية                                                       |                                     | انتصار التحالف الأمريكي والشمالي |
| انتفاضة عام 2001 في هرات                 | 12 نوفمبر                      | الولايات المتحدة التحالف الشمالي إيران                          | طالبان                                                                                               |                                     | النصر الأمريكي والإيراني والتحالف الشمالي |
| سقوط كابل                                | 14-13نوفمبر                    | الولايات المتحدة التحالف الشمالي                                | طالبان                                                                                               |                                     | انتصار التحالف الأمريكي والشمالي |
| معركة ترين كوت                           | 13–14 نوفمبر                   | الولايات المتحدة التحالف الشرقي                                 | طالبان                                                                                               |                                     | النصر الأمريكي والشرقي |
| عملية ترينت                              | من منتصف إلى أواخر نوفمبر 2001 | الولايات المتحدة المملكة المتحدة                                | طالبان تنظيم القاعدة                                                                                 |                                     | انتصار الائتلاف |
| سقوط قندهار                              | 22 نوفمبر - 7 ديسمبر 2001      | ميليشيا بقيادة شيرزاي التحالف الشمالي الولايات المتحدة أستراليا | إمارة أفغانستان الإسلامية طالبان تنظيم القاعدة                                                       |                                     | انتصار الائتلاف |
| معركة قلعة جانجي                         | 25 نوفمبر - 1 ديسمبر           | التحالف الشمالي الولايات المتحدة المملكة المتحدة                | طالبان تنظيم القاعدة حركة أوزباكستان الإسلامية الحزب الإسلامي التركستاني                             |                                     | النصر الأمريكي والبريطاني والشمالي |
| عملية اسيفيوس                            | ديسمبر 2001                    | كندا                                                            | طالبان تنظيم القاعدة                                                                                 |                                     | غير معروف |
| معركة شوالي كوت                          | 3 ديسمبر                       | الولايات المتحدة التحالف الشرقي                                 | طالبان                                                                                               |                                     | النصر الأمريكي والشرقي |
| معركة سيده ألما كالاي                    | 4 ديسمبر                       | الولايات المتحدة التحالف الشرقي                                 | طالبان                                                                                               |                                     | النصر الأمريكي والشرقي |
| معركة تورا بورا (2001)                   | 17-12 ديسمبر                   | الولايات المتحدة المملكة المتحدة ألمانيا التحالف الشمالي        | إمارة أفغانستان الإسلامية طالبان تنظيم القاعدة الحزب الإسلامي التركستاني                             |                                     | انتصار الحلفاء الإطاحة وانهيار حكومة طالبان بداية تمرد طالبان أسامة بن لادن يهرب إلى باكستان |
| معركة عامامي -شيما                       | 22 ديسمبر                      | اليابان                                                         | كوريا الشمالية                                                                                       |                                     | انتصار ياباني |
| عملية تسوتسي يورت                        | 30 ديسمبر 2001 - 3 يناير 2002  | روسيا                                                           | الشيشان                                                                                              |                                     | توقفت العملية |

### 2002
| معركة               | تاريخ                   | مقاتل 1                                                                                                 | مقاتل 2                                        | نتيجة                                                                |
| ------------------- | ----------------------- | --- | ---------------------------------------------- | -------------------------------------------------------------------- |
| عملية أناكوندا      | 1 - 18 مارس 2002        | الولايات المتحدة المملكة المتحدة أستراليا افغانستان كندا فرنسا النرويج ألمانيا الدنمارك تركيا نيوزيلندا | طالبان تنظيم القاعدة حركة أوزباكستان الإسلامية | انتصار التحالف ، وإجلاء حركة طالبان ولكن عانى التحالف من خسائر فادحة |
| معركة تاكور غار     | 4 - 5 مارس 2002         | الولايات المتحدة أستراليا افغانستان                                                                     | طالبان تنظيم القاعدة                           | انتصار التحالف                                                       |
| عملية هاربون (2002) | 13 - 19 مارس 2002       | الولايات المتحدة كندا                                                                                   | طالبان تنظيم القاعدة                           | النصر الأمريكي الكندي                                                |
| عملية جاكانا        | 16 أبريل - 9 يوليو 2002 | الولايات المتحدة المملكة المتحدة النرويج أستراليا                                                       | طالبان تنظيم القاعدة                           | انتصار التحالف                                                       |
| عملية الدرع الحامي  | 29 مارس - 3 مايو 2002   | إسرائيل                                                                                                 | السلطة الوطنية الفلسطينية                      | غير معروف                                                            |

### 2020
| معركة                                     | تاريخ                              | مقاتل 1 | مقاتل 2 | مقاتل 3 | نتيجة |
| ----------------------------------------- | ---------------------------------- | --- | --- | ------- | --- |
| عملية غضب بوهاما                          | 31 مارس - 8 أبريل 2020             | تنظيم الدولة الإسلامية في غرب إفريقيا · بوكو حرام | تشاد · نيجيريا | لا يوجد | - انتصار تشادي. |
| هجوم بامبا                                | 6 أبريل 2020                       | جماعة نصرة الإسلام والمسلمين | مالي | لا يوجد | - انتصار الجهاديين. |
| هجوم بئر العبد (أبريل 2020)               | 30 أبريل- 21 يوليو 2020            | مصر | ولاية سيناء | لا يوجد | - تم التصدي للهجوم. |
| مناوشات إسرائيل وحزب الله 2020            | 27 يوليو 2020                      | إسرائيل - الجيش الإسرائيلي - القوات البرية الإسرائيلية - القوات الجوية الإسرائيلية                                                                                         | حزب الله | لا يوجد | - غير معروفة |
| معركة تالاهانداك (2020)                   | 3 يونيو 2020                       | القاعدة في بلاد المغرب الإسلامي | فرنسا · الولايات المتحدة | لا يوجد | - النصر الفرنسي. - مقتل أبو مصعب عبد الودود. |
| هجوم وسط ليبيا (2020)                     | 6 يونيو - 11 يونيو 2020            | حكومة الوفاق الوطني (ليبيا) - الجيش الليبي - قوات البحرية الليبية · (GNA - الانحياز) - القوات الجوية الليبية · (GNA - الانحياز) تركيا · الجيش السوري الحر المدعوم من تركيا | مجلس النواب - الجيش الوطني الليبي - قوات البحرية الليبية · (LNA–الانحياز) - القوات الجوية الليبية · (LNA–الانحياز) مدعوم من: · روسيا · مصر · الإمارات العربية المتحدة | لا يوجد | - حالة الجمود. - الجيش الوطني الليبي يصد هجوم حكومة الوفاق الوطني على سرت. |
| احتجاجات السويداء 2020                    | 7 يونيو 2020 - 15 يونيو 2020       | سوريا | الطائفة الدرزية | لا يوجد | - إقالة رئيس الوزراء عماد خميس. |
| كمين بوكا ويري                            | 14 يونيو 2020                      | جماعة نصرة الإسلام والمسلمين | مالي | لا يوجد | - انتصار الجهاديين. |
| اشتباكات محافظة إدلب (يونيو 2020)         | 23 يونيو - 26 يونيو 2020           | هيئة تحرير الشام | غرفة عمليات وحرض المؤمنين(غرفة عمليات كن صامد) - تنظيم حراس الدين - جبهة أنصار الدين - لواء المقاتلين الأنصار - مجموعة تنسيقية الجهاد                                 | لا يوجد | - انتصار هيئة تحرير الشام. - تنظيم حراس الدين وحلفاؤها يسيطرون على عدة نقاط تفتيش ومواقع بالقرب من مدينة إدلب وفي ريف جسر الشغور. - استعادت هيئة تحرير الشام جميع الأراضي المفقودة وتحيط بمعاقل تنظيم حراس الدين. - وقع الجانبان على اتفاق وقف إطلاق النار في 26 يونيو. |
| انقلاب 2020 في مالي                       | 18 أغسطس 2020                      | حكومة مالي · دعم دبلوماسي · فرنسا · الاتحاد الأوروبي · الاتحاد الأفريقي · الولايات المتحدة · روسيا · الصين · المملكة المتحدة · الأمم المتحدة                               | اللجنة الوطنية لإنقاذ الشعب - عناصر من القوات المسلحة المالية | لا يوجد | - استقالة الرئيس إبراهيم أبو بكر كيتا ورئيس الوزراء بوبو سيسي وأعضاء الحكومة بأكملها. - تعليق مالي من الاتحاد الأفريقي. - محمود ديكو يترك العمل السياسي. - أعلن أسيمي غويتا نفسه رئيسًا للجنة الوطنية لإنقاذ الشعب.                                                      |
| تفجيرات جولو 2020                         | 24 أغسطس 2020                      | فلبين | جماعة أبو سياف | لا يوجد | - تم إغلاق بلدية سولو بأكملها في أعقاب الانفجارات. |
| هجوم سوقوقوشان                            | 27 سبتمبر - 3 أكتوبر 2020 (6 أيام) | أذربيجان | أرمينيا · جمهورية أرتساخ | لا يوجد | - انتصار أذربيجان. - استولت القوات الأذربيجانية على طاليش و سوقوقوشان (تارتار). |
| تفجير شاحنة الباب                         | 6 أكتوبر 2020                      | غير معروف | الجيش السوري الحر المدعوم من تركيا | لا يوجد | - أسفر الهجوم عن مقتل 19 شخصًا على الأقل وإصابة 80 آخرين. |
| الغارة الجوية الروسية على كفر تخاريم 2020 | 26 أكتوبر 2020                     | فيلق الشام | روسيا - القوات الجوية الروسية | لا يوجد | - تدمير معسكر و مخيم كفر تخاريم و انتشار خسائر في فيلق الشام . |
| هجوم بوليكيسي (2020)                      | 30 - 31 أكتوبر 2020                | فرنسا | أنصار الإسلام جماعة بوركينا فاسو | لا يوجد | - انتصار فرنسا |
| معركة نياكي                               | 12 نوفمبر 2020                     | فرنسا | جماعة نصرة الإسلام والمسلمين | لا يوجد | - انتصار فرنسا. |

### 2021
| معركة        | تاريخ                   | مقاتل 1                                                         | مقاتل 2                        | مقاتل 3 | نتيجة                  |
| ------------ | ----------------------- | --------------------------------------------------------------- | ------------------------------ | ------- | ---------------------- |
| عملية الكسوف | 2 يناير - 20 يناير 2021 | جماعة نصرة الإسلام والمسلمين · أنصار الإسلام جماعة بوركينا فاسو | فرنسا بوركينا فاسو مالي النيجر | لا يوجد | - انتصار فرنسي - مالي. |